# Institut Alfred Wegener per la recerca polar i marina

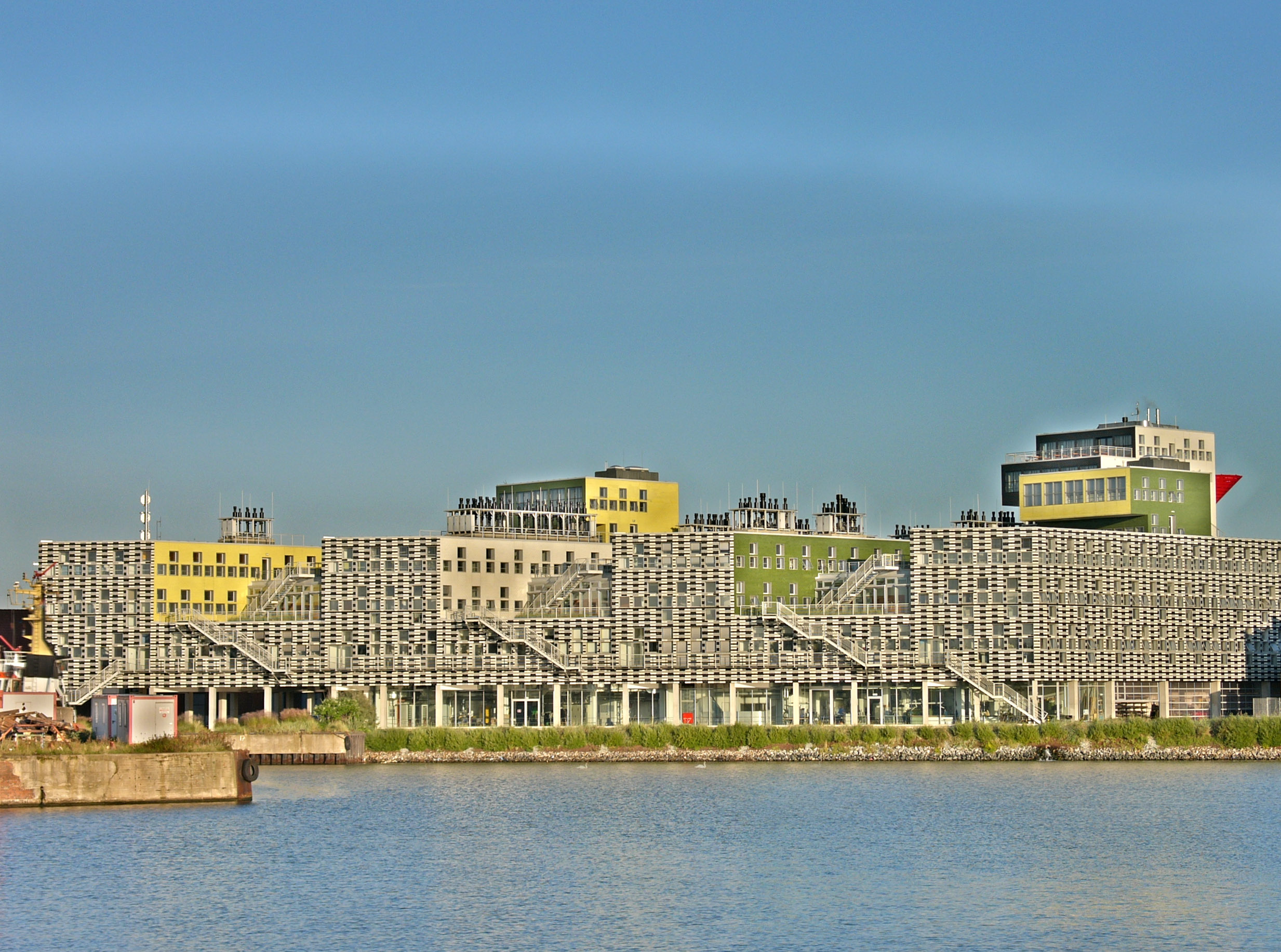
Extensió construïda el 2004, Arquitectes Steidle & Partner

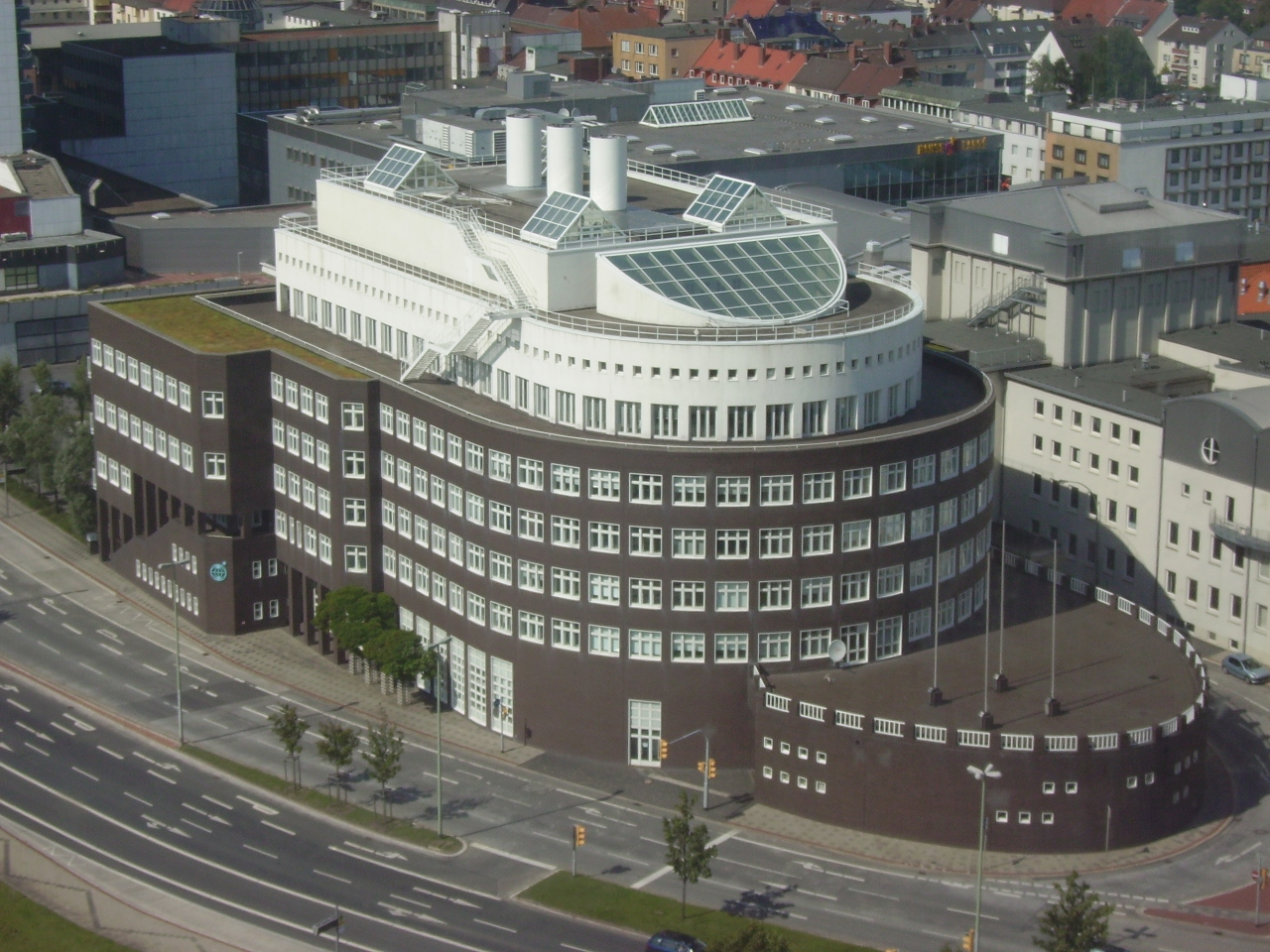
L'edifici que alberga l'institut Alfred Wegener a prop del port vell de Bremerhaven

L'Institut Alfred Wegener per la recerca polar i marina (en alemany: Alfred-Wegener-Institut, Helmholtz-Zentrum für Polar- und Meeresforschung) és un institut científic situat a Bremerhaven, en el nord d'Alemanya. Va ser fundat el 1980, i rebé el seu nom en homenatge al meteoròleg i climatòleg alemany Alfred Wegener.
A més de la seva seu principal a Bremerhaven, l'institut posseeix estacions de recerca a l'Àrtida i a l'Antàrtida, i disposa d'un vaixell de recerca, el PFS Polarstern.
L'institut s'organitza en quatre departaments principals:
- el departament dels sistemes climàtics, que estudia els oceans, el glaç i l'atmosfera terrestre des d'un punt de vista d'un sistema físic i químic;
- el departament dels ecosistemes pelàgics, que s'interessa a l'ecologia del plàncton, en especial observant el glaç de mar i els altiplans marins
- el departament dels ecosistemes bentònics, que investiga la biologia dels altiplans oceànics de fondàries diferents
- el departament dels geosistemes, que estudia el desenvolupament climàtic, especialment el que revelen els sediments.